# Dacopsis signata
Dacopsis signata är en tvåvingeart som först beskrevs av Walker 1860.  Dacopsis signata ingår i släktet Dacopsis och familjen borrflugor. Inga underarter finns listade i Catalogue of Life.